# Sierra de San Just
La Sierra de San Just es una serranía española situada en el límite meridional de la cuenca minera de Escucha, en la comarca de Cuencas Mineras (Teruel).
Comprende un conjunto de relieves estructurales que se extienden de oeste a este. El pico más alto es el Cabezo de la Trinidad.
Sus rasgos geomorfológicos más señalados son las escarpadas cornisas sobre la cuenca minera así como a la nivelación de sus cumbres de materiales cretácicos entre los 1400 y 1500 metros.
Ha aparecido ámbar fosilífero en esta zona (municipio de Utrillas) que data del Albiense, y se han descrito varias especies nuevas en él.
Estas superficies se relacionan lateralmente con las altiplanicies de los Llanos de Visiedo, Altos del Zancado y  Ejulve.